# Гренобль (футбольний клуб)
«Гренобль» (фр. Grenoble) — професійний французький футбольний клуб з однойменного міста. Виступає у Лізі 2. Домашні матчі проводить на стадіоні «Стад де Альп», який вміщує 20 068 глядачів.

## Короткі відомості
Футбольний клуб «Гренобль» було засновано у 1892 році під назвою «Football Club de Grenoble». У 1997 році його було відроджено шляхом злиття двох місцевих клубів: «Olympique Grenoble Isère» та «Norcap Olympique».
У 2004 році команда була придбана японською компанією «Index Corporation», ставши першим клубом в історії французького футболу, що належить іноземцям. Вигравши в сезоні 2007-08 бронзові медалі Ліги 2, команда вийшла у вищу лігу. За результатами свого першого чемпіонату у вищій лізі французького футболу команда зайняла 13-те місце і дійшла до півфіналу Кубка Франції. Однак вже у сезоні 2009-10 «Гренобль» став показувати дуже слабкі результати, не набравши в перших 12 турах жодного очка, тим самим повторивши антирекорд «Манчестер Юнайтед» сезону 1930-31. Посівши останнє місце, команда знову опинилася у другій лізі, де показала аналогічний результат у сезоні 2010-11. Фінансові проблеми, що почалися в клубі, так і не були вирішені керівництвом, через що «Гренобль» був оголошений банкрутом і позбавлений статусу професійної команди.